# Chuchi Martínez
Jesús Martínez de la Cal, más conocido como Chuchi Martínez (Valladolid, 5 de diciembre de 1980), es un exbalonmanista español. Jugaba en la posición de extremo izquierdo y se tuvo que retirar definitivamente de la práctica deportiva por una grave lesión de hombro. Mide 1,79 metros y pesa 80 kilos.

## Trayectoria
- BM Valladolid (1998-2004)
- BM Ciudad de Almería (2004-2007)
- BM Valladolid (2007-2010)

## Palmarés
- 1 Copa ASOBAL (2002/03)
- 1 Recopa de Europa (2008/09)
- Máximo goleador en un solo partido en la historia de la Champions League: 17 goles.